# Giulio Tedeschi (politico)
Giulio Tedeschi (Isernia, 8 febbraio 1916 – 28 settembre 1980) è stato un politico italiano, eletto nella IV, V e VI legislatura alla Camera dei deputati.

## Biografia
Candidato alla Camera nel 1963, non viene eletto, poi nel settembre 1965 subentra per decisione politica del comitato centrale del PCI dopo il decesso di Nicola Crapsi durante la IV legislatura.
Conferma poi il seggio alla Camera anche dopo le elezioni del 1968 e quelle del 1972. Conclude il proprio mandato parlamentare nel 1976.